# Hedereae
Hedereae je tribus brestanjevki, dio potporodice Aralioideae. Sastoji se od 7 rodova, od kojih je tipični Hedera (bršljan).

## Rodovi
1. Hedera L. (15 spp.)
2. Cephalopanax G. M. Plunkett, Lowry & D. A. Neill (2 spp.)
3. Oreopanax Decne. & Planch. (146 spp.)
4. Brassaiopsis Decne. & Planch. (44 spp.)
5. Macropanax Miq. (17 spp.)
6. Metapanax J. Wen & Frodin (2 spp.)
7. Heteropanax Seem. (10 spp.)